# Воля-Рудліцька
Воля-Рудліцька (пол. Wola Rudlicka) — село в Польщі, у гміні Острувек Велюнського повіту Лодзинського воєводства.
Населення — 209 осіб (2011).
У 1975-1998 роках село належало до Серадзького воєводства.

## Демографія
Демографічна структура станом на 31 березня 2011 року:
|          | Загалом | Допрацездатний вік | Працездатний вік | Постпрацездатний вік |
| -------- | ------- | ------------------ | ---------------- | -------------------- |
| Чоловіки | 102     | 24                 | 66               | 12                   |
| Жінки    | 107     | 20                 | 61               | 26                   |
| Разом    | 209     | 44                 | 127              | 38                   |